# Белая акула
Бе́лая аку́ла, или больша́я бе́лая аку́ла, или аку́ла-людое́д, или кархародо́н (лат. Carcharodon carcharias), — вид хрящевых рыб монотипического рода белых акул семейства сельдевых акул. В средствах массовой информации также известна как большая белая акула (англ. Great white shark).
Белая акула встречается в поверхностных прибрежных и открытых водах всех океанов Земли (кроме Северного Ледовитого). Является одной из крупнейших хищных рыб на Земле. Самки крупнее самцов и в среднем вырастают до 4,6—4,8 м в длину, хотя иногда встречаются акулы длиной более 5 метров, и исторически были зарегистрированы особи длиной свыше 6 м и имевшие массу не менее 1900 кг. Половая зрелость у самок наступает в возрасте около 33 лет, у самцов — примерно 26 лет. Продолжительность жизни оценивается приблизительно в 70 лет. Рацион взрослых особей в основном состоит из мелких морских млекопитающих; но они охотятся также на разнообразных рыб, морских птиц и других животных. Считается, что это самый опасный для человека вид акул, именно белой акуле приписывают большинство нападений на людей.
Находится на грани исчезновения — на Земле насчитывается около 3500 особей.
В бестселлере Питера Бенчли и поставленном по его мотивам блокбастере Стивена Спилберга «Челюсти» белая акула изображена в виде свирепого людоеда, однако в действительности люди не являются предпочтительной добычей этого вида.

## Систематика и происхождение
Первое научное название, Squalus carcharias, дал белой акуле Карл Линней в 1758 году. После этого виду присваивались и другие названия. Сэр Эндрю Смит в 1833 году присвоил родовое название Carcharodon, которое происходит от слов греч. καρχαρίας — «акула» и ὀδούς — «зуб». Окончательное современное научное название (Carcharodon carcharias) сложилось в 1873 году, когда вид был переведён из рода Squalus в род Carcharodon.

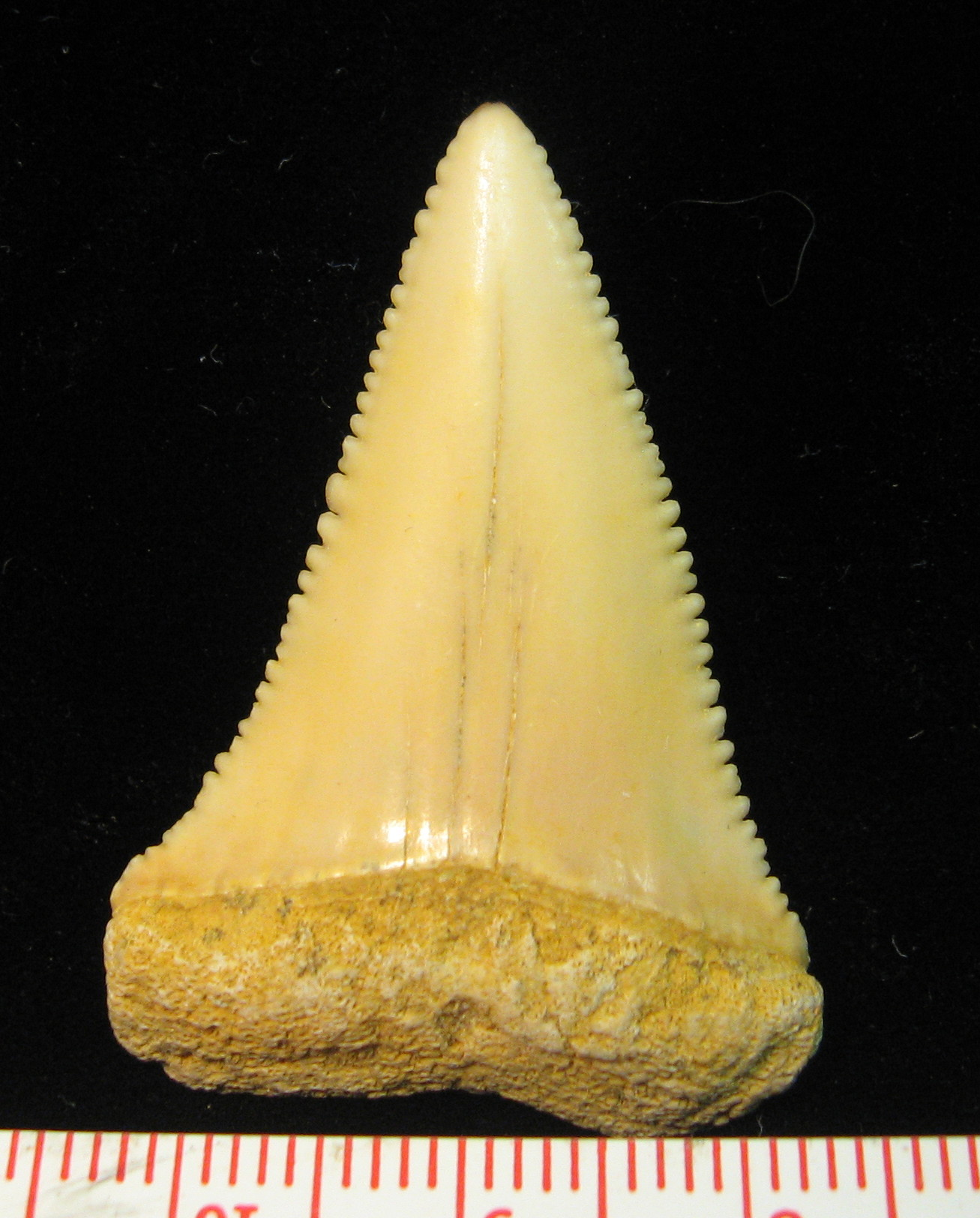
Ископаемый зуб белой акулы, найденный в пустыне Атакама, Чили

Белая акула принадлежит к семейству сельдевых акул, которое включает три современных рода — Carcharodon, Isurus и Lamna. Carcharodon carcharias — единственный доживший до наших дней вид рода Carcharodon (по ископаемым остаткам описано ещё несколько видов). Большинство этих окаменелостей представляют собой отдельные зубы, которые относятся к концу миоцена — началу плиоцена, то есть имеют возраст более 5 млн лет, а самые древние — 15 млн лет.
Поскольку основным источником изучения ископаемых акул являются их окаменелые зубы, установление путей эволюции белой акулы связано с некоторыми трудностями. По версии, получившей наибольшее признание на сегодняшний день, предком белой акулы был Isurus hastalis — вымерший вид акулы-мако (иногда относимый к роду Cosmopolitodus). Практически единственное отличие зубов белой акулы от зубов данного вида — наличие зазубрин по краям. Популярная в прошлом версия о близком родстве белой акулы и мегалодона теперь имеет мало сторонников. Согласно современной точке зрения, они относятся к разным семействам, а их последний общий предок жил ещё в мезозое.
В 2012 году исследователи из Флоридского Университета опубликовали описание челюстей и зубов ископаемой акулы Carcharodon hubbelli. Этот вид рассматривается как переходная форма между акулами-мако и современной белой акулой. Эти ископаемые остатки были обнаружены ещё в 1988 году в формации Писко в Перу, их возраст оценивается примерно в 6,5 млн лет.
Эволюционные связи белой акулы и других современных и вымерших видов сельдевых акул остаются во многом неясными. Предком этой группы, вероятно, была Isurolamna inflata, которая жила примерно 65—55 млн лет назад и имела небольшие узкие зубы с гладкими краями и двумя боковыми зубчиками. В этом семействе наблюдалась тенденция к увеличению зубов в ходе эволюции, а также к их зазубриванию и росту их относительной ширины, что знаменует переход от хватательной функции зубов к режущей и рвущей. В результате в ходе эволюции появились характерные зубы современной белой акулы.

## Распространение и места обитания

### Ареал

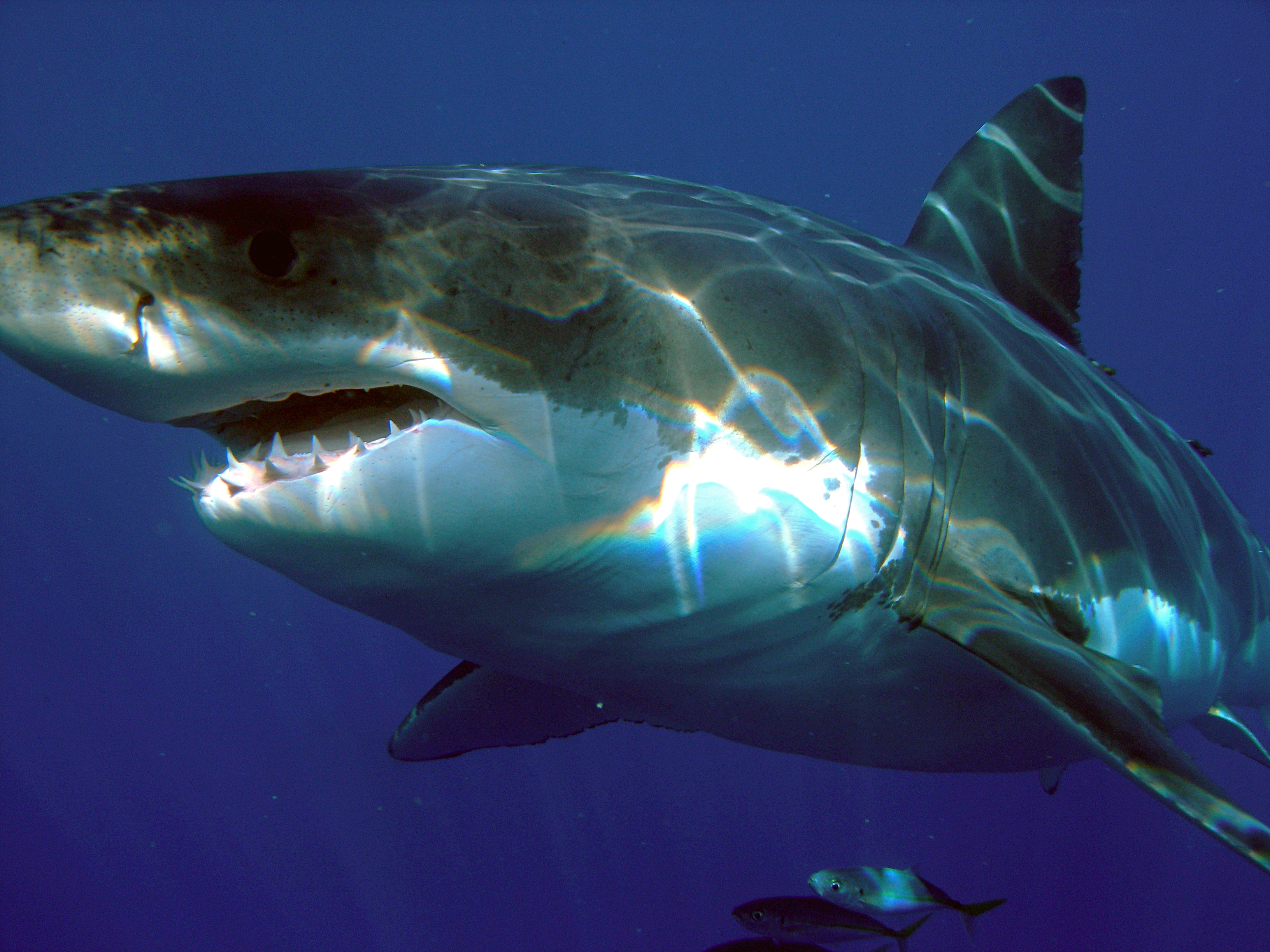
Белая акула возле острова Гуадалупе, Мексика

Белые акулы обитают в открытом океане и прибрежных водах континентального и островного шельфов с температурой 12—24 °C, обычно ближе к поверхности воды, предпочитая районы прибрежья умеренного климата. Некоторые крупные особи появляются и в тропических водах, кроме того, они регулярно осуществляют длительные трансокеанические путешествия. Этот вид встречается и на приличной глубине — зафиксирован случай поимки белой акулы на 1280 метрах донными орудиями лова вместе с шестижаберной акулой. Наблюдения показывают, что по крайней мере крупные особи переносят довольно широкий спектр температур окружающей среды — от холодных морей и океанского дна до побережья тропиков. В то же время особи меньших размеров (менее 3 м) чаще встречаются в умеренных широтах.

### Районы обитания
Основные центры скопления белой акулы — это прибрежные воды американской Калифорнии и мексиканской Нижней Калифорнии, Австралии и Новой Зеландии, Южно-Африканской Республики и, некогда, Средиземное море. Одна из самых многочисленных популяций белых акул обитает вокруг Дайер-Айленд, ЮАР, именно там проводились практически все исследования этого вида.
Её можно встретить в районе Восточного побережья США, у берегов Кубы, Багамских островов, Аргентины, Бразилии; в Восточной Атлантике — от Франции до ЮАР; в Индийском океане белая акула появляется в Красном море, у берегов Сейшел, а также у острова Реюньон и в водах Маврикия; в Тихом океане — от Дальнего Востока до Новой Зеландии и западного побережья Америки.
Белые акулы, как правило, патрулируют небольшие архипелаги, населённые ластоногими (тюленями, морскими львами и морскими котиками), рифы, отмели и каменистые мысы, окружённые узким континентальным или островным шельфом. Они целеустремлённо двигаются у поверхности или у дна.

### Миграции
Долгое время считалось, что хотя самцы белых акул способны иногда перемещаться между различными популяциями, самки предпочитают оставаться у родного побережья всю жизнь. Однако исследования показали, что белые акулы совершают не только регулярные перемещения вдоль берегов, но и трансокеанические переходы, возвращаясь к одним и тем же местам. Причём мигрируют как самки, так и самцы.
Согласно проведённым исследованиям, белые акулы, населяющие прибрежные воды Калифорнии, мигрируют между Нижней Калифорнией и Гавайями (эта область получила название «Уайт Шарк Кафе»), проводя там не менее 100 дней, прежде чем вернуться в Нижнюю Калифорнию. На обратном пути они медленно плывут и опускаются на глубину около 900 м. По возвращении акулы совершают короткие погружения на глубину около 300 м продолжительностью до 10 минут. Одна особь, помеченная у берегов ЮАР, совершила путешествие к южному побережью Австралии и вернулась обратно через год. В похожем исследовании белая акула совершила путешествие от берегов ЮАР к северному побережью Австралии и вернулась обратно через 9 месяцев, пройдя в общей сложности 20 000 км. Эти наблюдения дают возможность предположить пересечения между разными популяциями белых акул, которые ранее считались изолированными. Тем не менее причины, по которым акулы совершают миграции, на сегодняшний день остаются неизвестными. Возможно, такое поведение связано с сезонным появлением добычи или размножением.

## Анатомия и внешний вид
У белой акулы большая голова конической формы. Верхняя и нижняя лопасти хвостового плавника имеют одинаковую ширину (как и у большинства сельдевых акул). Брюхо окрашено в белый цвет, спина и бока серые (иногда с коричневым или синим оттенком). Подобный окрас затрудняет обнаружение акулы. Если смотреть сверху, тёмная тень растворяется в толще моря, при взгляде снизу силуэт акулы малозаметен на фоне светлого неба, а при взгляде сбоку туловище зрительно распадается на тёмную и светлую часть. У белых акул имеется три ряда зубов. Края зубов зазубрены, и когда акула кусает и трясёт головой из стороны в сторону, зубы как пила режут и отрывают куски плоти, что позволяет ей кормиться животными, которых нельзя проглотить целиком.
У белых акул плотное сигарообразное тело и 5 пар длинных жаберных щелей. Рот изогнут в виде широкой дуги. Первый спинной плавник имеет форму треугольника, его основание начинается позади основания грудных плавников. Грудные плавники крупные, длинные, серповидной формы. Второй спинной и анальный плавники крошечные, анальный плавник расположен перед вторым спинным плавником. На хвостовом стебле имеются кили. У верхнего края хвостового плавника имеется вентральная выемка.

### Размеры
Размер типичной взрослой особи белой акулы — 4—4,9 метров при массе в 680—1100 кг. Самки, как правило, крупнее самцов и обычно вырастают до 4,6—4,8 метров в длину, в то время как самцы как правило вырастают до 3,4—4 м. В популяции наиболее распространены более молодые особи длиной около 3,81 м.
Максимальный возможный размер белой акулы является горячо обсуждаемой темой. Ричард Эллис и Джон Э. МакКоскер, признанные научные эксперты по акулам, посвятили этому вопросу целую главу в своей книге «Большая белая акула» (1991), в которой они проанализировали различные сообщения о максимальных размерах. По мнению большинства специалистов, теоретический максимальный размер, которого могут достичь белые акулы в идеальных условиях составляет 6,8 м.
Касательно размеров самого крупного известного образца белой акулы учёные также не имеют единой точки зрения. Эллис и МакКоскер определили размер крупнейшего, достоверно измеренного экземпляра в 6,4 метра. Он был пойман в кубинских водах в 1945 году. Неподтверждённый вес этой акулы составил 3324 кг. Однако и в этом случае есть эксперты, которые утверждают, что акула в действительности была на несколько футов короче. Например, Р. Айдан Мартин после анализа фотографии пришёл к выводу, что сфотографированная акула в длину была около 5 метров.

Сравнительные размеры средней белой акулы и аквалангиста

Согласно другому исследованию 2001 года, в мае 1987 года у острова Кенгуру, Австралия, была поймана белая акула длиной свыше 7 м, однако она не была точно измерена, сохранились лишь фотографии головы, отрубленной по вторую пару жаберных щелей, и грудных плавников. Рыбак, поймавший акулу, измерил длину головы до первой жаберной щели, по его словам она составила 153 см, что соответствует общей длине тела около 645 см. Ещё один крупный экземпляр был пойман в 1982 году у берегов Дакара, Сенегал. Ни измерить, ни сфотографировать акулу не удалось, однако, по словам ихтиолога и специалиста по акулам Дж. Морено, который был свидетелем, её длина превышала 8 метров. Челюсти этой акулы, как утверждается, были проданы за 1000 долларов. Однако на сегодняшний день крупнейшей надёжно измеренной акулой признана самка, пойманная в 1988 году в водах острова принца Эдуарда. Длина этой рыбы составляла 6,1 м, а масса оценивалась приблизительно в 1900 кг. В 2013 году в водах Мексики на камеру была снята очень крупная белая акула, длина которой достигала примерно 6 метров. Эта особь получила прозвище Deep Blue и, очевидно, была беременной. Запись с ней попала во всемирную сеть только в 2015 году. Наибольший точно зарегистрированный вес (1878 кг) имела самка длиной 5,4 м, пойманная в сентябре 1986 года у берегов Пойнт-Винсент. Акулы, посещающие воды близ Калифорнии, как правило отличаются от остальных популяций большей массивностью при равной длине.

### Адаптации
Подобно прочим акулам, белые акулы обладают органами чувств, которые называются ампулы Лоренцини. Они позволяют им улавливать электромагнитное поле, создаваемое животными. При каждом движении живой организм генерирует электрическое поле. Даже сердцебиение создаёт слабый электрический импульс, который акула, находясь достаточно близко, может засечь. У большинства рыб сходная, но менее развитая способность обеспечивается боковой линией. Наблюдение за самкой белой акулы длиной 2,3 м и весом 136 кг, находившейся в неволе в течение 72 часов в 1980 году в аквариуме Стейнхарта (Сан-Франциско), показали, что она была способна уловить разницу электрического потенциала между двумя окнами аквариума всего в 125 микровольт. Такая высокая чувствительность создаёт трудности при содержании этих акул в неволе, поскольку в ограниченном пространстве они теряют ориентацию и начинают биться о стенки бассейна. Однако эта чувствительность позволяет им успешно выживать в дикой природе. Например, ластоногие, которые являются излюбленной добычей белых акул, часто населяют сравнительно молодые с геологической точки зрения скалистые острова. Многие из этих островов возникли в результате тектонической активности, и в их окрестностях часто наблюдаются аномалии магнитного поля. По этим аномалиям белые акулы могут ориентироваться в поисках добычи (подобно молотоголовым акулам, которые ночью обнаруживают места скопления добычи в море Кортеса).
Для того чтобы успешно охотиться на такую быструю и подвижную добычу, как морские львы, белые акулы способны поддерживать повышенную по сравнению с окружающей средой температуру тела. Для этого служит Rete mirabile (с латыни переводится как «чудесная сеть»). Это плотный комплекс, состоящий из вен, артерий и капилляров, пролегающих по бокам туловища. Он позволяет удерживать тепло, подогревая холодную артериальную кровь за счёт венозной крови, разогретой работой мышц. Таким образом акула поддерживает более высокую температуру некоторых частей тела, в частности, желудка. Разница с температурой окружающей воды может составлять до 14 °C в области желудка, тогда как температура мышц может быть выше температуры воды лишь на 3—5 °C, а сердце и жабры остаются холодными. Способность белой акулы повышать температуру тела, вероятно, является примером гигантотермии и эндотермической пойкилотермии (мезотермии), поскольку температура непостоянна и регулируется внутренне.

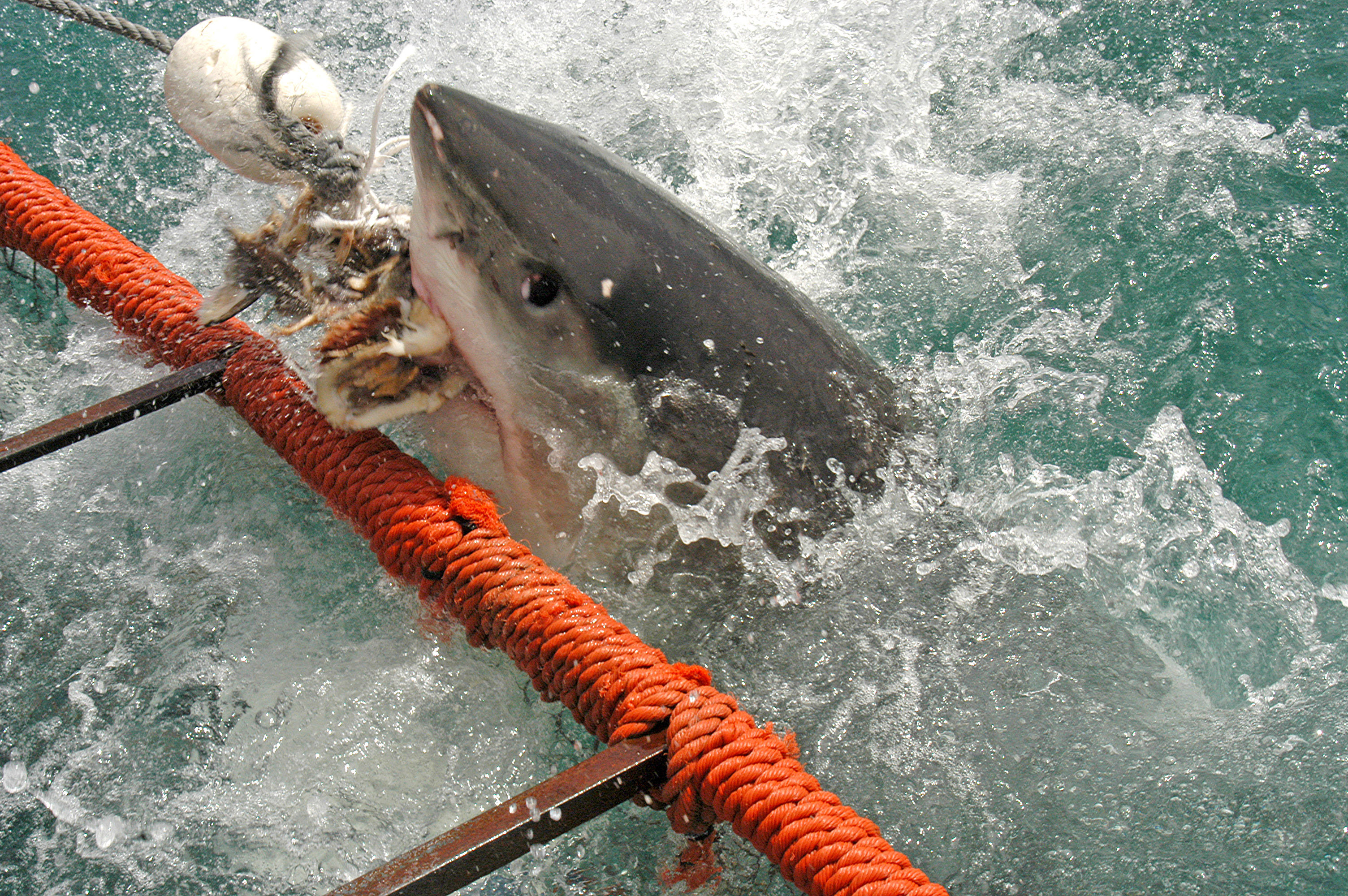

### Сила укуса
В 2007 году Университет Нового Южного Уэльса, Сидней, провёл исследование акульего черепа методом компьютерной томографии, на основании которого была создана модель, позволяющая оценить силу и динамику укуса. В 2008 году был проведён эксперимент, который позволил оценить мощь акульих челюстей. Было обнаружено, что сила укуса белой акулы длиной 2,5 м и массой 240 кг может достигать 3131 Н, тогда как у акулы длиной 6,4 м и массой 3324 кг она составляет 18216 Н. Однако стоит заметить, что данные о длине и массе взятой для исследования крупнейшей зарегистрированной акулы (6,4 м и 3324 кг), скорее всего, завышены.
Относительный коэффициент силы укуса белой акулы составляет 164, тогда как у тасманийского дьявола он равен 181, а у нильского крокодила — 440. Впрочем, учитывая строение зубов и размеры предпочитаемой добычи, акулам нет нужды иметь очень мощный укус.

## Образ жизни
Поведение и социальная структура белых акул ещё недостаточно изучены. В водах ЮАР наблюдается иерархическое доминирование по полу, размеру и резидентности: самки доминируют над самцами, крупные акулы — над мелкими, резидентные — над новичками. Во время охоты белые акулы обычно разделяются и разрешают конфликты с помощью ритуалов и демонстративного поведения. Они редко вступают в драку друг с другом, хотя на теле отдельных особей находили следы зубов соплеменников. Вероятно, когда одна акула подплывает к другой слишком близко, та может нанести ей предупредительный укус, кроме того, белые акулы могут демонстрировать свою доминантность с помощью укусов.

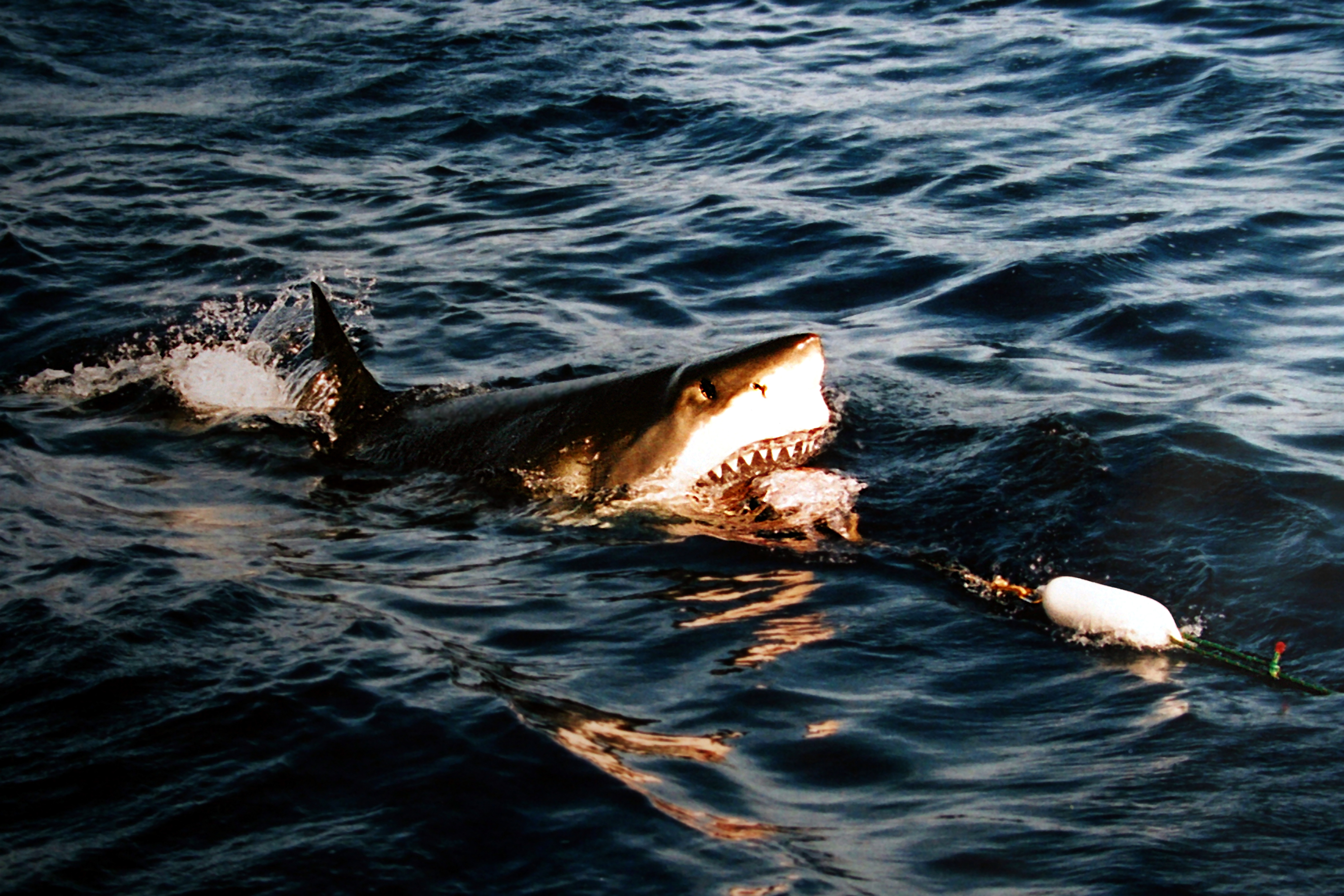
Белая акула приподняла голову над поверхностью воды

Белые акулы — одни из немногих акул, которые регулярно приподнимают голову над поверхностью воды, чтобы оглядеться в поисках добычи. Такое поведение характерно также для мальгашских ночных акул. Существует версия, что акулы таким способом лучше улавливают запахи, поскольку в воздухе они распространяются быстрее, чем в воде. Белые акулы очень любопытны, демонстрируют сообразительность и прибегают к общению, если того требует ситуация. К берегам Сил-Айленд, ЮАР, они ежегодно приплывают и уплывают стабильными группами, в состав которых входят от 2 до 6 особей. Неизвестно, существуют ли между членами групп родственные связи, но по отношению друг к другу они ведут себя довольно мирно. Вероятно, социальная структура подобных групп наиболее сопоставима с волчьей стаей; каждый член стаи имеет установленный статус, в группе есть альфа-лидер. При встрече члены разных групп акул определяют социальный ранг, не прибегая к насилию.

### Взаимодействие с другими хищниками
Для небольших белых акул могут представлять опасность более крупные соплеменники и косатки. Взрослые белые акулы стоят на вершине пищевой пирамиды, и до недавнего времени считалось, что у них нет естественных врагов. Однако в 1997 году у Фараллоновых островов группа наблюдателей за китами стала свидетелем охоты косатки длиной примерно 4,7—5,3 м на взрослую белую акулу длиной 3—4 м, которую она в итоге убила. Косатка перевернула белую акулу на спину, вызвав тоническую неподвижность, и держала её таким образом в течение пятнадцати минут, в итоге утопив. Затем она съела только печень акулы. Вероятно, запах разлагающейся туши заставил остальных белых акул в регионе бежать, оставляя места выгодного кормления. Аналогичный случай с неясным исходом, по-видимому, произошёл там же в 2000 году. После двух атак со стороны косаток местная популяция, насчитывающая примерно 100 белых акул, исчезла. При помощи радиомаячка, установленного на одну из этих акул, учёные выяснили, что акулы погрузились на глубину 500 м и уплыли на Гавайи. В 2015 году стая косаток убила белую акулу у берегов Южной Австралии. В 2017 году ряд предполагаемых фатальных нападений косаток на белых акул был зафиксирован в Южной Африке. Межвидовая конкуренция между белыми акулами и косатками вероятна в регионах, где у них общая кормовая база.
Другими природными врагами взрослых белых акул могут быть гребнистые крокодилы, известные нападениями на другие виды акул, в том числе на взрослых тигровых акул. Также существуют неподтвержденные свидетельства нападений гребнистых крокодилов на белых акул у берегов Северной Австралии. Местные рыбаки утверждают, что подобные происшествия также часто имели место и в прошлом. Вероятно, крокодилы также, как и косатки, стремятся перевернуть акулу на спину, но не ждут, пока она утонет, а разрывают ей горло и мягкое брюхо.
Известно, что белые акулы могут взаимодействовать с другими крупными видами акул. У берегов Калифорнии и в Средиземном море попадались белые акулы, у которых в желудках находили останки акул-мако длиной до 2 метров. В ЮАР на берегу находили откушенную голову акулы-мако со следами зубов белой акулы. Там же была поймана живая акула-мако, у которой на хвосте имелись следы от зубов белой акулы. Но также известно другое наблюдение, в котором акула-мако сама преследовала и атаковала белую акулу заметно крупнее себя. Тигровые акулы могут объедать туши китов рядом с белыми акулами, при этом ни одна из сторон не демонстрирует явной агрессии.
На белых акулах паразитируют веслоногие рачки Pandarus sinuatus и Pandarus smithii.

### Питание
Белые акулы охотятся в основном в дневное время. Как и большинство других акул, они являются оппортунистическими хищниками и могут охотиться на любую подходящую добычу, отдавая предпочтение животным меньше себя по размерам. На всех жизненных этапах белые акулы питаются в основном пелагической, рифовой и донной рыбой, например, сельдью, тунцами, аррипами, камбалообразными, скатами и другими акулами, моллюсками (преимущественно головоногими и улитками). В их рацион также входят китовые (дельфины, морские свиньи), ластоногие (тюлени, морские котики, морские львы), морские рептилии (морские черепахи), морские выдры и птицы. Не обходят стороной и падаль, например — туши мёртвых китов. В некоторых регионах умершие от естественных причин киты могут быть основным источником пищи для взрослых белых акул. В водах Южной Африки останки мертвых китов в весовом соотношении преобладают над останками других морских млекопитающих в содержимом желудка акул. Были зарегистрированы случаи, когда белые акулы объедали туши мёртвых китов вместе с тигровыми акулами. Белым акулам также очень свойственно поедание нетипичных для их повседневного рациона животных, когда выпадает удобная возможность. Так, содержимое желудков белых акул указывает на то, что молодые или взрослые китовые акулы и луна-рыбы могут быть включены в их меню, хотя на данный момент не известно, является ли это хищничеством или поеданием падали.
В июле 2020 года в водах Южной Африки был зафиксирован довольно интересный инцидент. Примерно четырёхметровая белая акула напала на больного детёныша горбатого кита и убила его, применив весьма умную стратегию. Сначала кит был атакован в хвост. Тем самым акула задела артерию, спровоцировав крупное кровотечение. После этого акула стала кружить вокруг китёнка около пятидесяти минут, ожидая, пока тот ослабнет от кровотечения. Когда же кит ослаб, акула принялась топить его. Спустя несколько минут кит погиб.
В желудке трёх крупных молодых особей с предкаудальной длиной до 239,8 см было обнаружено от 300 до 477 перуанских сардин. В Квинсленде в желудке пойманной белой акулы длиной 4,9 м оказался австралийский узкорылый крокодил длиной 1,2—1,5 м, у берегов острова Фуэрте, Колумбия, по сообщению местных жителей, белые акулы нападали на небольших острорылых крокодилов, а в Южной Африке жертвами белых акул могут становиться молодые нильские крокодилы. В желудке 4,4-метрового самца белой акулы, пойманного в водах штата Вашингтон, помимо останков тюленя и костистой рыбы было найдено 150 крабов. Также известны случаи обнаружения в желудках акул останков неидентифицированных до вида наземных животных и двустворчатых моллюсков. Кроме того, известно, что белые акулы проглатывают предметы, которые они не в состоянии переварить. Но в норме молодые акулы питаются в основном мелкой рыбой, особи общей длиной свыше 3,5—4 м охотятся в основном на мелких морских млекопитающих и более крупных рыб, а наиболее крупные акулы длиной более 5 метров питаются в основном медленной пелагической рыбой, головоногими моллюсками и падалью. Белая акула имеет низкий уровень обмена веществ и может долгое время обходиться без пищи. Было рассчитано, что 30 кг китовой ворвани полностью удовлетворяют стандартные метаболические потребности 943 кг белой акулы на 1,5 месяца, при том что в плане энергии липиды не имеют энергетического преимущества над белком для пищеварительной системы акул. Но реальные энергетические потребности белых акул в полевых условиях, оцениваемые на основании их уровня активности, скорее всего значительно выше и 30 кг китовой ворвани обеспечат белую акулу массой 943 кг энергией не более чем на 14,8 суток.

Распространены предположения о том, что несмотря на генерализированную диету, белые акулы предпочитают калорийную добычу с высоким содержанием жира. Эксперт по акулам Питер Климли использовал на своей лодке механизм с катушечным удилищем, к которому прикрепил туши тюленя, свиньи и овцы и методом троллинга протащил их в воде у Фараллоновых островов. Акулы атаковали все три приманки, но не стали есть наименее жирную тушу овцы. Подобная пищевая избирательность ранее была подтверждена для белых медведей и морских леопардов. В ряде случаев белые акулы убивали, но не ели морских птиц. Однако, многочисленные наблюдения опровергают это устоявшееся убеждение и показывают, что белые акулы, как правило, не обращают внимания на калорийность пищи. В результате исследования содержимого желудка 259 особей всех возрастов было обнаружено, что почти 75 % от диеты белых акул состоит из добычи с низким содержанием жира. Причём это число может быть даже занижено в силу того, что останки костистых рыб, кальмаров, крупных беспозвоночных и другой низкокалорийной добычи хуже сохраняются в желудке акул, чем останки морских млекопитающих. Схожие исследования, проведённые в Южной Африке и Южной Австралии, показали, что большая часть диеты белых акул состояла из низкокалорийных рыб. Установка спутниковых передатчиков на взрослых белых акул в северо-восточной части Тихого океана показала, что они занимают полностью пелагические места обитания в течение 4-6 месяцев в году: морские млекопитающие в этих местах практически отсутствуют, и белым акулам доступна только низкокалорийная добыча. На острове Гуадалупе, Мексика, было задокументировано, как белая акула отдала предпочтение приманке из тунца, а не находящейся рядом туше тюленя. Кроме того, во время проведения исследований по кормлению белых акул в неволе было обнаружено, что молодая особь отдавала предпочтение массиву низкокалорийной пищи.

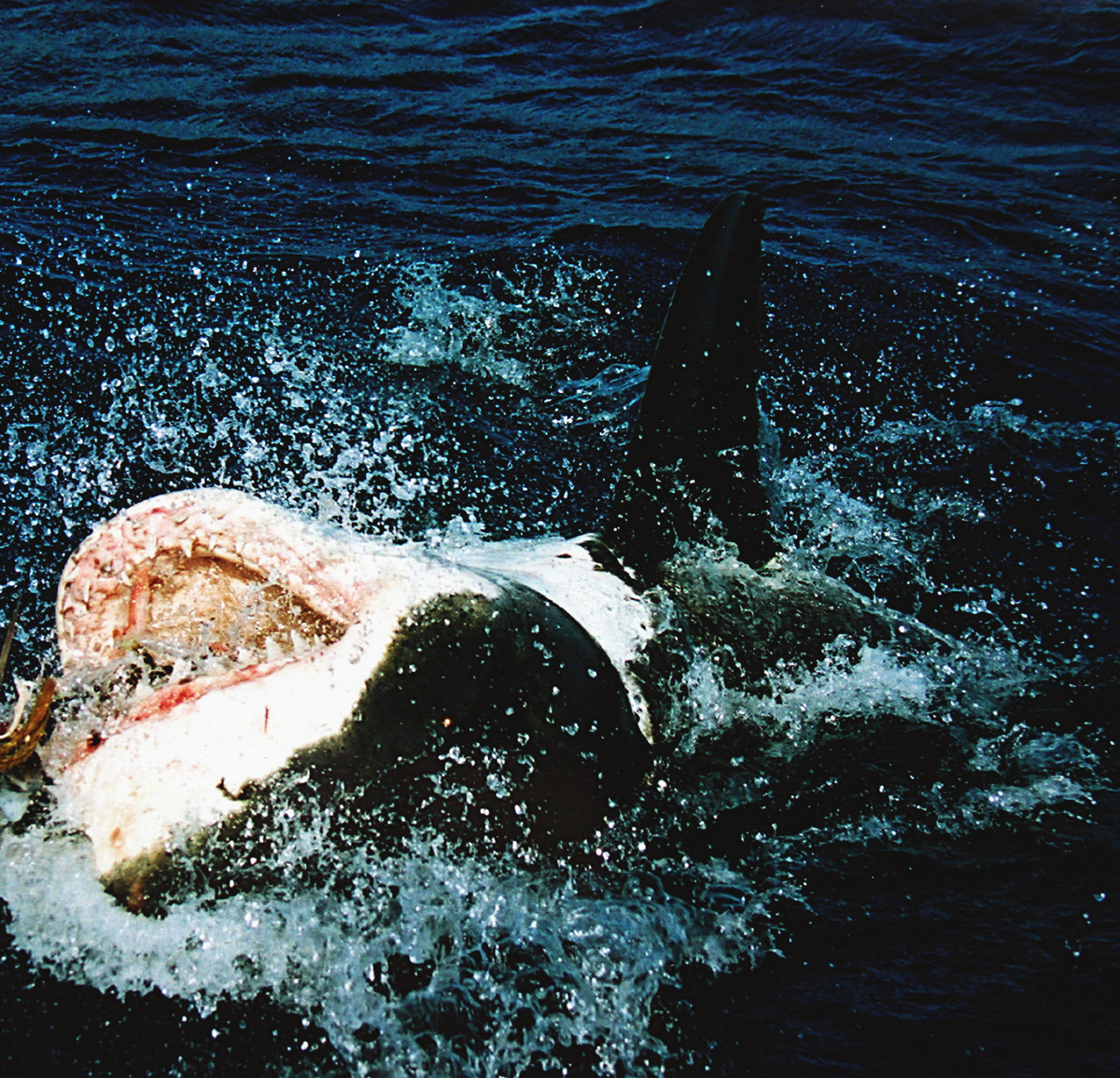
Белая акула атакует, перевернувшись на спину

Белые акулы недаром заслужили славу свирепого хищника, хотя они вовсе не являются неразборчивыми механическими пожирателями. Охота, как правило, делится на пять этапов — обнаружение, идентификация, приближение, нападение и потребление. Шаблоны поведения акул в ходе обнаружения и идентификации жертв были исследованы с использованием приманок. Результаты этих экспериментов показали, что когда у белых акул есть выбор между квадратным и веретенообразным объектом, напоминающим по форме тюленя, они предпочитали приманку, которая выглядела для них более естественно. В отсутствие выбора они исследовали любую предложенную цель. Некоторые учёные считают, что силуэты дайверов и сёрферов при взгляде снизу напоминают ластоногих, что и является причиной большинства нападений белых акул на людей. Тем не менее, тот факт, что белые акулы атакуют неодушевлённые объекты различных форм, цветов и размеров, совершенно не похожие на морских млекопитающих, опровергает известную гипотезу «ошибочной идентификации». Исследователи предполагают, что белые акулы часто кусают незнакомые объекты, чтобы определить их съедобность.
На основании подводных наблюдений учёные описали некоторые типы подхода акул к жертве. Большинство акул двигалось чуть ниже поверхности воды. Подойдя приблизительно на 1 м к намеченной жертве, они совершали нападение, отклонив голову назад и высунувшись из воды. Иногда они совершают рывок, частично выпрыгнув из воды. В редких случаях белые акулы атакуют, перевернувшись кверху брюхом.

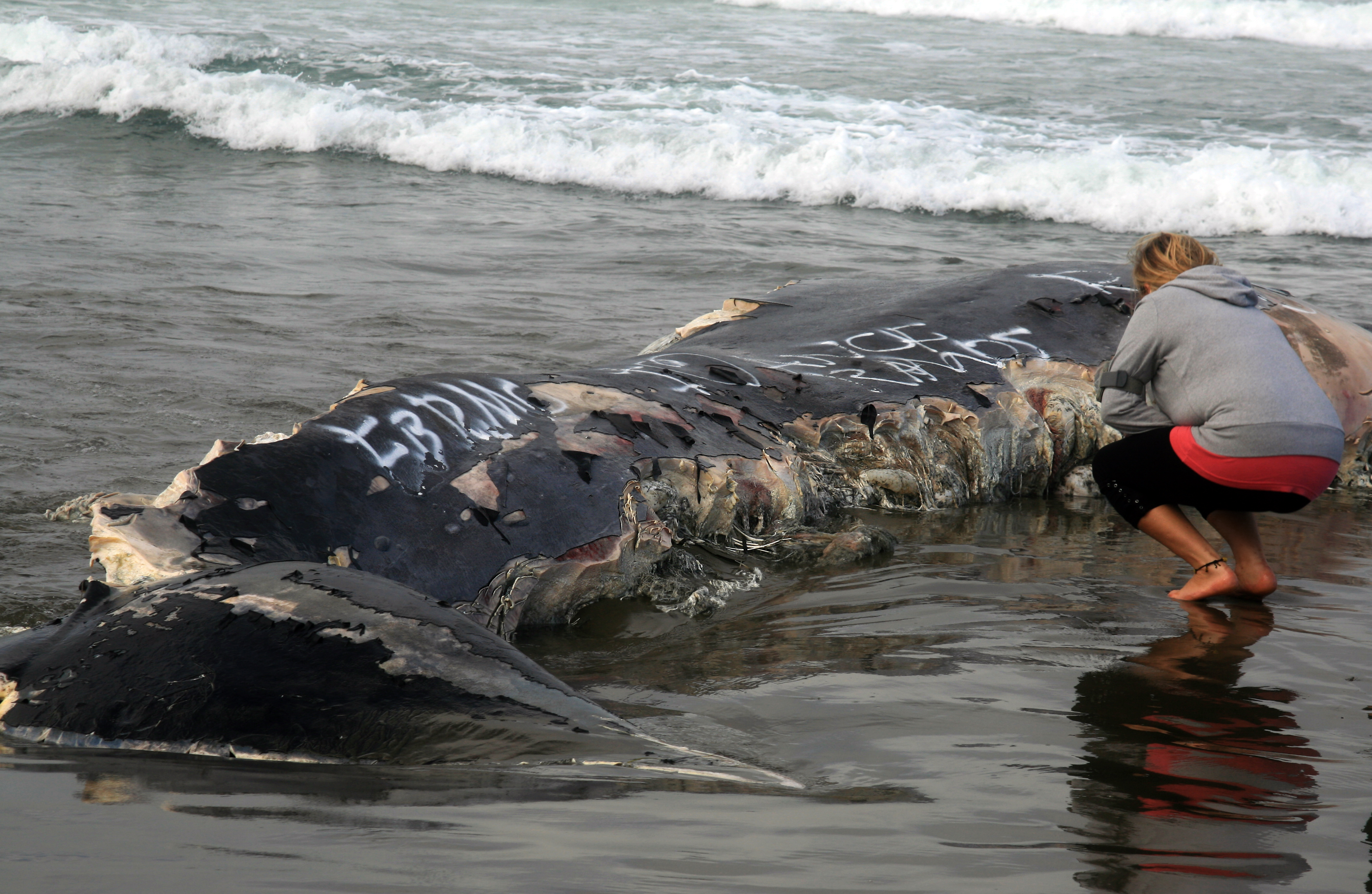
Туша кита с отметинами зубов белой акулы

При охоте на морских млекопитающих охотничья тактика во многом зависит от вида добычи. У берегов Сил-Айленда белые акулы охотятся в основном утром, в течение 2 часов после подъёма солнца, когда видимость ещё плохая. В это время их атаки завершаются успешно в 55 % случаев, тогда как поздним утром эффективность падает до 40 %, и после этого охота прекращается. Акулы на большой скорости нападают на капских морских котиков снизу, хватая их поперёк туловища, топя в воде и зачастую проглатывая целиком. Нападение происходит так стремительно, что акулы могут почти полностью выпрыгнуть из воды. В научном сообществе признано, что максимальная скорость белой акулы в ходе такой атаки может превышать 40 км/ч. С большей точностью скорость пока что не установлена. В случае неудачной атаки акулы иногда могут повторно преследовать жертву. Нападение, как правило, происходит, когда жертва находится у поверхности воды. Около 80 % морских котиков, атакуемых белыми акулами в водах Сил-Айленда, являются молодыми животными возрастом до одного года и длиной до 100 см. Длина акул, охотящихся на морских котиков, в свою очередь варьирует от 2,1 до 4,5 м, хотя большинство особей имеют длину от 3,1 до 3,5 м.

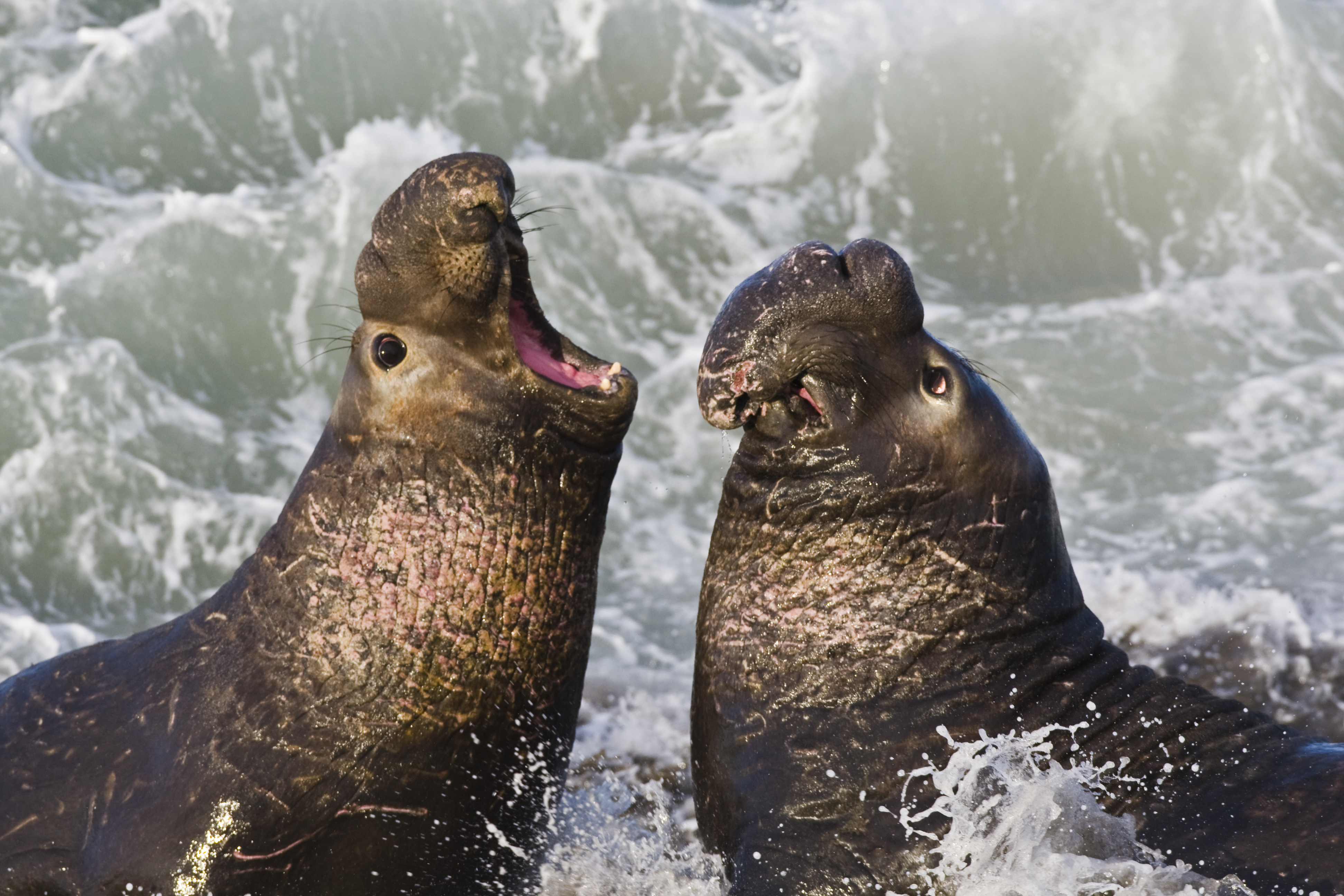
Самки и молодняк северных морских слонов иногда могут стать добычей крупных белых акул

Обыкновенных тюленей белые акулы хватают на поверхности воды и уволакивают вниз, пока те не прекращают борьбу, начиная тонуть и истекая кровью. Калифорнийских морских львов белые акулы точно так же хватают посередине туловища, утаскивают под воду и поедают. При охоте на морских львов наибольшему риску подвергаются молодые животные, поскольку взрослые могут оказаться слишком проворными для акул и иногда даже намеренно атакуют их, кусая хищников за хвост и плавники.
У берегов Калифорнии (в частности, в водах Фараллоновых островов) белые акулы обездвиживают северных морских слонов, сильно кусая их за заднюю часть тела, которая у них является основным движителем, а затем ждут, пока добыча истечёт кровью и умрёт. Обычно акулы выбирают в качестве мишени молодняк, поскольку взрослые особи, особенно доминантные самцы, могут представлять собой опасных противников, способных серьёзно травмировать хищника. Атака, как правило, происходит под водой, где жертва дезориентируется и начинает тонуть. Отмечается, что акулы могут намеренно держать молодых морских слонов под водой, чтобы утопить их. Размер акул, наблюдаемых у лежбищ морских слонов, как правило, варьирует от 3,46 до 5,48 м. В отличие от хищнической картины, наблюдаемой у Сил-Айленд, количество успешных нападений у Фараллоновых островов не изменяется в течение дня.
Несмотря на эффективную охотничью тактику, большинство нападений белых акул на ластоногих оканчиваются неудачей, и часто можно наблюдать тюленей и морских львов, имеющих на себе шрамы от акульих зубов.
На дельфинов и морских свиней белые акулы нападают реже, чем на ластоногих. Но в таких местах, как Средиземное море, дельфины могут быть важным компонентом диеты белых акул. Нападение, как правило, происходит снизу, сзади или сверху, чтобы те не могли засечь акулу с помощью эхолокации. Было зафиксировано, как белые акулы охотятся на тёмных, серых, бутылконосых, горбатых дельфинов и белокрылых морских свиней. Близкие встречи дельфинов и крупных акул часто кончаются уходом дельфинов прочь. Однако в редких случаях группа дельфинов в целях самозащиты может преследовать и атаковать одиночную акулу. Молодняк дельфинов длиной до 111,4 см иногда встречается в содержимом желудка всего 2.21-метровых акул. Белые акулы также могут быть связаны с массовым выбросом на сушу 416 особей гринд в Новой Зеландии в 2017 году — по крайней мере на теле одной молодой особи были найдены следы от акульих зубов, что может свидетельствовать о нападении, испугавшем остальных животных. Как и в случае с ластоногими, фатальность нападений акул на дельфинов довольно низка.
Белые акулы охотятся и на небольших китов. В августе 1989 года в центральной Калифорнии на берег выбросился молодой самец карликового кашалота длиной 1,8 м. На хвостовом стебле у него был след от укуса белой акулы. Кроме того, существуют доказательства, что белые акулы нападают на молодых и, возможно, даже взрослых китов семейства клюворыловых — командорских ремнезубов и клюворылов. В 2016 году было снято на камеру поедание 5,5-метровой белой акулой предположительно убитого ею 3,7—4,3-метрового детёныша малого полосатика. Точно также риску хищничества со стороны белых акул могут быть подвержены детёныши южных китов от 3 до 4,6 м в длину.
Несмотря на хорошо задокументированные попытки хищничества по отношению к морским млекопитающим, на протяжении всей жизни основную часть рациона белых акул составляет рыба, включая менее крупных акул. В водах Южной Африки в желудках белых акул с предкаудальной длиной от 124 до 351,2 см были найдены останки катранов, китовых акул, серых акул (в частности, тёмных акул, серо-голубых акул, остроносых длиннокрылых акул и узкозубых акул), молотоголовых акул, лисьих акул и обыкновенных песчаных акул. У побережья восточной Австралии рацион акул общей длиной от 162 до см 465 на 32,2 процент состоит из пелагических рыб (в основном австралийских лососей), на 17,4 % — из донных рыб (звездочетовые и камбалообразные), на 14,9 % из хрящевых рыб (в основном скатов) и на 5 % из рифовых рыб (таких как восточный морской окунь). В желудке очень крупной белой акулы — самки длиной 5,3 м, пойманной в водах Бразилии, помимо останков двух дельфинов (один из которых был идентифицирован как большелобый продельфин) и костистой рыбы были найдены останки трёх взрослых акул разных видов: бронзовой акулы-молот, серо-голубой акулы и синей акулы. Несмотря на то, что белые акулы практически никогда не вступают в схватку друг с другом, этому виду не чужд каннибализм. Крупные особи могут вести себя агрессивно по отношению к сородичам, особенно к мелким. Есть наблюдение, что у берегов Стрэдброук Айленд, Австралия, белая акула длиной почти 3 м практически была перекушена напополам своей 5—6-метровой соплеменницей.

### Размножение
Возможность наблюдать вынашивающую потомство белую акулу — чрезвычайно редкое явление. Это может быть обусловлено территориальным обособлением таких самок от мест обычных скоплений белых акул, а также, возможно, очень низкой фертильностью и относительно небольшим их количеством в один период времени.
До 1991 года о размножении белых акул почти ничего не было известно. Несколько отчётов о поимке беременных самок и обнаружении эмбрионов были в значительной степени сомнительными, недостаточно детализированными или поступали из вторых рук. Начиная с 1991 года в водах Новой Зеландии, Японии и Австралии были пойманы и исследованы учёными несколько беременных самок с эмбрионами. Эти пойманные по счастливому стечению обстоятельств экземпляры помогли существенно расширить знания о размножении белых акул, хотя до сих пор существуют большие пробелы.
Эмбрионы белой акулы питаются яйцами, продуцируемыми яичниками матери (оофагия). У эмбрионов на промежуточной стадии развития (длина 100—110 см) сильно растянут живот, который наполнен желтком, в то время как у эмбрионов на поздней стадии развития (135—151 см) желудки либо пусты, либо содержат небольшое количество желтка. Подобную модель развития можно наблюдать у атлантических сельдевых акул, у которых эмбрион потребляет наибольшее количество яиц в середине беременности. После этого выработка яиц прекращается, эмбрионы получают питательные вещества, переваривая желток, накопленный у них в желудках, и хранят энергию в виде липидов в увеличенной печени. Поедание эмбрионами друг друга (адельфофагия) у белой акулы, в отличие от некоторых других ламнообразных, не обнаружено. У обыкновенной песчаной акулы (Carcharias taurus), для которой это характерно, в каждом яйцеводе выживает только один эмбрион, поэтому помёт содержит не более двух эмбрионов. У белых акул максимальный размер помёта составляет не менее 10 акулят, что делает эмбриофагию маловероятной. Эмбрионы белой акулы не имеют связи с организмом матери, таким образом, этот вид размножается бесплацентарным яйцеживорождением с оофагией.
В помёте белых акул содержится от 2 до 10 эмбрионов, есть неподтверждённые сообщения о 14 эмбрионах. Средний размер помёта, вероятно, 5—10 новорождённых. Длину при рождении можно оценить по размерам самого крупного из найденных эмбрионов и наименьшей длине молодой акулы, найденной живой. Самый крупный эмбрион имел длину 151 см, а длина не менее 20 найденных эмбрионов лежала в интервале 135—151 см. Самыми маленькими точно измеренными живыми белыми акулами были три особи длиной 122 см, пойманные у побережья Северной Америки. Было также поймано значительное количество живущих на свободе белых акул длиной от 125 до 140 см. На основании этих данных длина при рождении оценивается в диапазоне 120—150 см.
Беременные самки, вынашивавшие эмбрионы длиной свыше 127 см, попадаются с середины зимы до лета. Это даёт основание предположить, что роды происходят весной или летом. Большинство новорождённых белых акул длиной менее 155 см также были пойманы в весенне-летний период. Тем не менее, в то же время ловили беременных самок, вынашивающих эмбрионы на ранней стадии развития. Есть несколько возможных объяснений этих наблюдений:
- данные о длине эмбриона и/или дате поимки были ошибочными;
- репродуктивный цикл не имеет сезонного характера, поэтому в одно и то же время года встречаются самки, вынашивающие эмбрионы на разных стадиях развития;
- продолжительность беременности больше, чем один год, в результате чего две (или более) когорты эмбрионов присутствуют в популяции в любой момент времени.

Второе и третье объяснения кажутся более вероятными, нежели первое.
Эмбрионы и беременные или родившие белые акулы были зарегистрированы у берегов Новой Зеландии, Австралии, Тайваня, Японии и в Средиземном море. Новорождённые белые акулы встречаются у берегов Новой Зеландии, Австралии, Японии, Южной Африки, северо-восточной части Тихого океана, северо-западной части Атлантического океана и в Средиземном море. Таким образом, роды, вероятно, происходят по всему миру в различных, в основном умеренных, водах.
Долгое время считалось, что самки становятся половозрелыми при длине 4—5 м в возрасте 12—14 лет, а самцы при длине 3,5—4,1 м в возрасте 9—10 лет. На основе кривой роста акул продолжительность жизни оценивалась в 27 лет и предполагалось, что если акулы растут всю жизнь, то в этом возрасте белая акула может достичь длины в целых 7,6 м. Однако последние исследования показали, что на самом деле белым акулам требуется намного больше времени для достижения половой зрелости; самцы достигают половой зрелости в возрасте 26, в то время как самки — в возрасте 33 лет. При этом достигшие половозрелости акулы практически полностью перестают расти и становятся близки к своему индивидуальному предельному размеру. В то же время максимальная продолжительность жизни, скорее всего, составляет около 70 лет. Исследования роста позвонков указали максимальную известную продолжительность жизни самца белой акулы в 73 года, а самки — в 40 лет, хотя выборка включала в себя только четырёх взрослых самцов и столько же самок. Позднее половое созревание, низкие темпы размножения и медленный рост делают белых акул уязвимыми для антропогенных факторов, таких как перелов и истощение рыбных запасов, намеренное истребление и ухудшение экологической ситуации.
Спаривание белых акул до сих пор наблюдалось только один раз, весной. Другие косвенные признаки могут быть использованы для определения времени последнего спаривания, в том числе истечение спермы или сперматофоров из птеригоподий, опухшие сифонные мешки, раздражённые птеригоподии и следы укусов на самках. Подобные признаки у белых акул чаще наблюдаются в весенне-летний период. Поскольку, предположительно, роды также приходятся на это время, спаривание может происходить вскоре после родов, и самки могут вынашивать последующий помёт без отдыха между беременностями. Тем не менее, эта гипотеза по-прежнему не доказана.

## Взаимодействие с человеком
Скорее всего, из всех акул именно белые акулы представляют для человека наибольшую опасность. В списке International Shark Attack File с 1990 по 2011 год зарегистрировано 139 случаев нападения белых акул на людей, из которых 29 имели летальный исход. Последнее нападение белой акулы на человека, закончившееся смертью жертвы, произошло в феврале 2022 года. Несмотря на атаки, человек не всегда является конечной целью акулы. Многие инциденты связаны с тем, что акулы, кусая человека, пытаются понять, что это такое. Они также кусают буи, доски для сёрфинга и прочие плавучие предметы. Кроме того, акулы могут спутать силуэт пловца или сёрфера, плывущего на доске, с силуэтом привычной добычи — ластоногого или черепахи. Многие атаки происходят в условиях плохой видимости или при прочих обстоятельствах, ухудшающих восприятие акулы.
Согласно другой гипотезе, процент выживших после нападения белой акулы столь высок оттого, что после первого нападения людям удаётся спастись бегством, отогнав от себя акулу. В частности отмечалось, что одиночных дайверов, подвергшихся атаке, акулы, как правило, хотя бы частично поедают, тогда как дайверов, погружающихся с напарниками, обычно удаётся спасти. Подчёркивалось, что стандартное поведение акулы при нападении на столь крупную добычу подразумевает, что она ранит жертву и ждёт, когда та ослабеет, прежде чем съесть раненое животное. Человек же с помощью других людей может покинуть зону досягаемости хищника. Смерть человека, как правило, наступает от потери крови, болевого шока и утопления после первой атаки.
Изредка белые акулы нападают на небольшие лодки и даже топят их. 5 случаев из 108 подтверждённых неспровоцированных нападений у тихоокеанского побережья за XX век было связано с каяками. В редких случаях акулы атаковали суда длиной до 10 м. Как правило, удар приходится на корму. Он бывает настолько силён, что люди могут упасть за борт. Однажды в 1936 году белая акула запрыгнула на борт рыболовецкого южноафриканского судна «Lucky Jim», столкнув члена экипажа в воду. Было сделано предположение, что подобные атаки вызваны электрическим полем, которое генерирует судно.

### В неволе
До августа 1981 ни одна белая акула не выживала в неволе дольше 11 дней. В августе 1981 года белая акула прожила в океанариуме SeaWorld, Сан-Диего, 16 дней, после чего была выпущена на волю. Идея содержать белых акул в неволе в океанариуме SeaWorld, Орландо, отражена в фильме 1983 года «Челюсти 3».

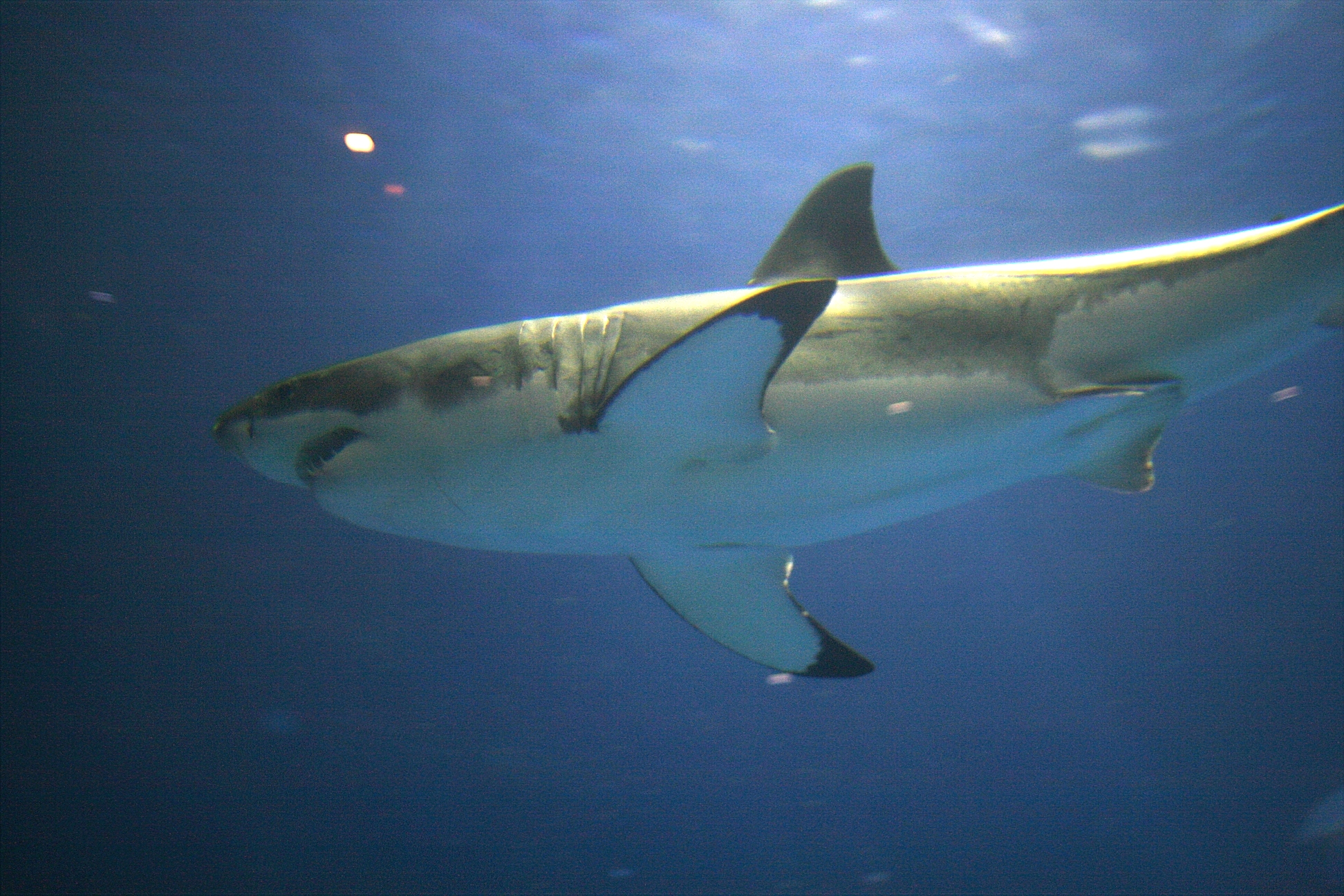
Белая акула в океанариуме Monterey Bay Aquarium. Сентябрь 2006 года

В 1984 году в океанариуме Monterey Bay Aquarium, Калифорния, поселили белую акулу, которая умерла через 10 дней. В июле 2003 года исследователи океанариума поймали небольшую самку белой акулы и в большом загоне, огороженном сетями, держали её 5 дней неподалёку от Малибу. Прежде чем выпустить её на волю, им удалось покормить её. До сентября 2004 года ни одному океанариуму не удавалось содержать белую акулу в течение продолжительного времени. Молодая самка, пойманная у берегов Вентура, Калифорния, прожила в аквариуме Outer Bay объёмом 3 800 000 литров, который входит в состав океанариума Monterey Bay Aquarium, 198 дней, после чего была выпущена на волю в марте 2005 года. За ней наблюдали в течение 30 дней. Вечером 31 августа 2006 года в океанариуме разместили самца-подростка, пойманного на внешней части залива Санта Моника. Его первой трапезой 8 сентября 2006 был большой кусок мяса лосося. В тот же день была измерена его длина. Она составила 1,7 м при весе 47 кг. Он прожил в неволе 137 дней и был отпущен.
Третьей по счёту размещённой в Monterey Bay Aquarium белой акулой был самец-подросток. Он прожил в неволе 162 дня с 27 августа 2007 по 5 февраля 2008 года. В момент заселения его длина составляла 1,4 м, а вес 30,6 кг. На момент, когда акулу выпустили на волю, её длина увеличилась до 1,8 м, а вес — до 64 кг. Самка-подросток белой акулы поступила в аквариум Outer Bay 27 августа 2008 года. Несмотря на то, что она активно двигалась, её удалось покормить только 1 раз, и 7 сентября 2008 года она была успешно выпущена на волю. В конце августа 2008 года в этом аквариуме поместили ещё одну молодую самку белой акулы. В начале ноября 2009 года она была выпущена на волю, но в марте 2010 года погибла, запутавшись в жаберной сети у берегов Мексики. 18 августа 2011 года в аквариуме Open Sea океанариума Monterey Bay Aquarium появилась ещё одна белая акула — самец длиной 1,4 м, которого поймали в водах Малибу. В ноябре того же года он был выпущен на волю.
Вероятно, самой известной среди белых акул, содержащихся в неволе, была самка по имени Сэнди, которая в августе 1980 года содержалась в аквариуме Калифорнийской академии наук, Сан-Франциско. Её выпустили на волю, так как она не ела и билась о стены аквариума.

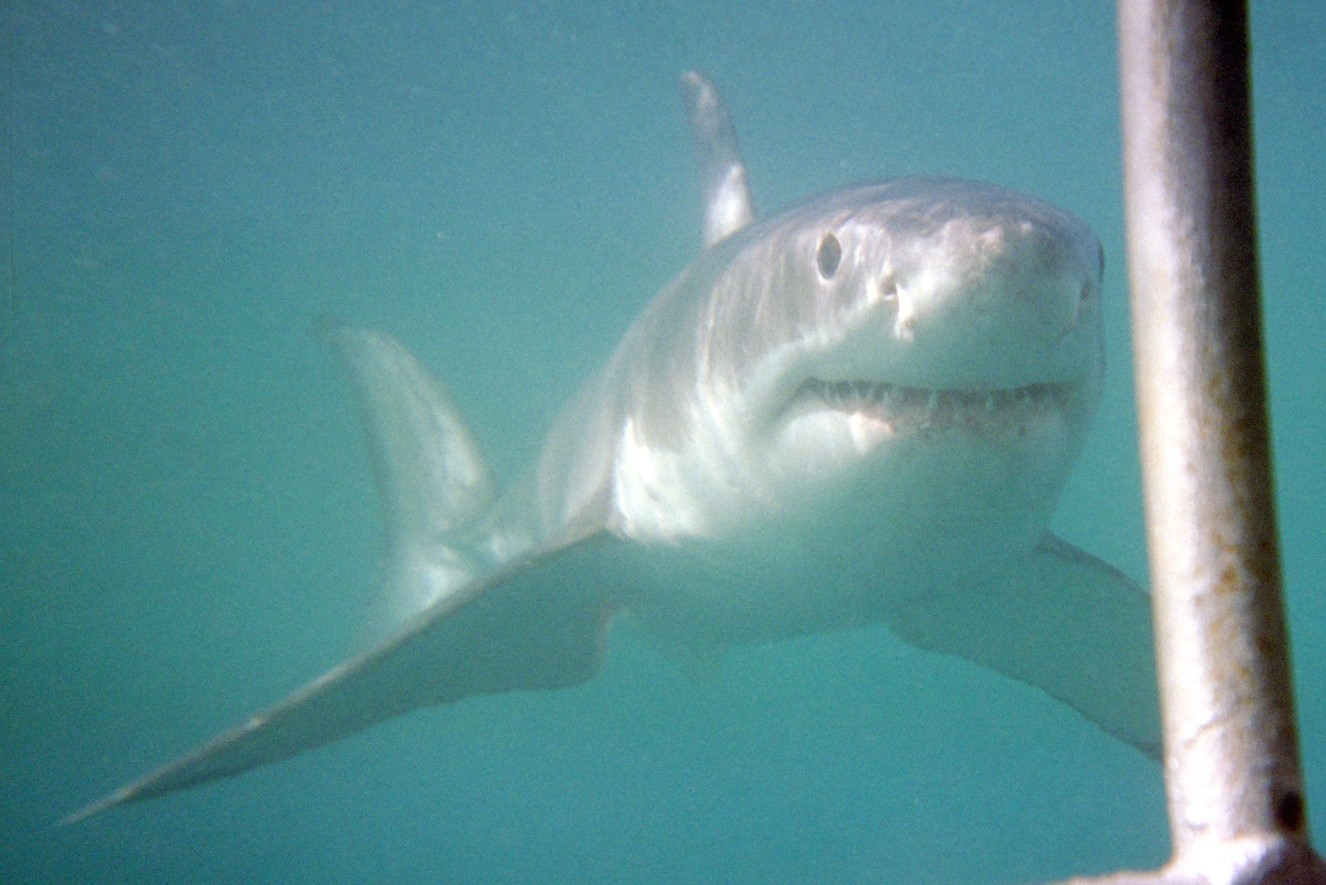
Погружение в клетке в присутствии белой акулы

### Белые акулы и экотуризм
Погружения в клетке для наблюдений за белой акулой наиболее популярны на южном побережье Австралии, у берегов ЮАР и острова Гуадалупе, Нижняя Калифорния, где она встречается довольно часто. Сейчас этот вид экотуризма переживает настоящий бум. Для начала, чтобы привлечь акул, в воду в качестве приманки кидают куски рыбы. Эта практика приучает акул к соседству с людьми под водой и создаёт у них ассоциативную связь между наличием корма и присутствием людей, что потенциально опасно. Подтягивая корм к клетке, инструктор приманивает акулу, которая может удариться головой о клетку, усугубляя проблему. Другой инструктор оттягивает приманку от клетки, заставляя её отдалиться. В настоящее время у берегов острова Гуадалупе введён запрет на использование приманки, и уважаемые дайвинговые компании отказались от этой практики. Операторы, работающие у побережья Австралии и ЮАР, продолжают пользоваться наживкой и приманками в виде муляжей ластоногих. Туристические компании, организующие подобные аттракционы, которых обвиняют в провокации нападений акул на людей, указывают на то, что шанс человека погибнуть от удара молнии выше, чем шанс пострадать от акульей атаки. Они считают, что прежде чем запрещать использование приманки, руководствуясь тем, что оно может изменить естественное поведение акул, необходимо провести дополнительные исследования. Компромиссом могло бы стать разрешение приманивать белых акул в тех местах, которые они и без того активно патрулируют. Кроме того, ответственные туристические компании не кормят акул. Съев остатки приманки и не найдя больше корма, акулы, в конце концов, уплывают и не связывают приманку с источником пищи. Считается, что государственное лицензирование деятельности поможет внедрить в жизнь предложенные рекомендации.
Туристический бизнес, обслуживающий погружения в клетке к акулам, финансово заинтересован в сохранении вида. Цена на акульи челюсти может достигать £20 000, но живая акула как туристический объект имеет намного бо́льшую ценность. Например, в Гансбае (ЮАР) услуги погружения предоставляют шесть судов, каждое из которых берёт на борт до 30 туристов. Плата за погружение колеблется от £50 до £150 на человека. Таким образом, доход от живой акулы может составлять £9000—27 000 ежедневно.

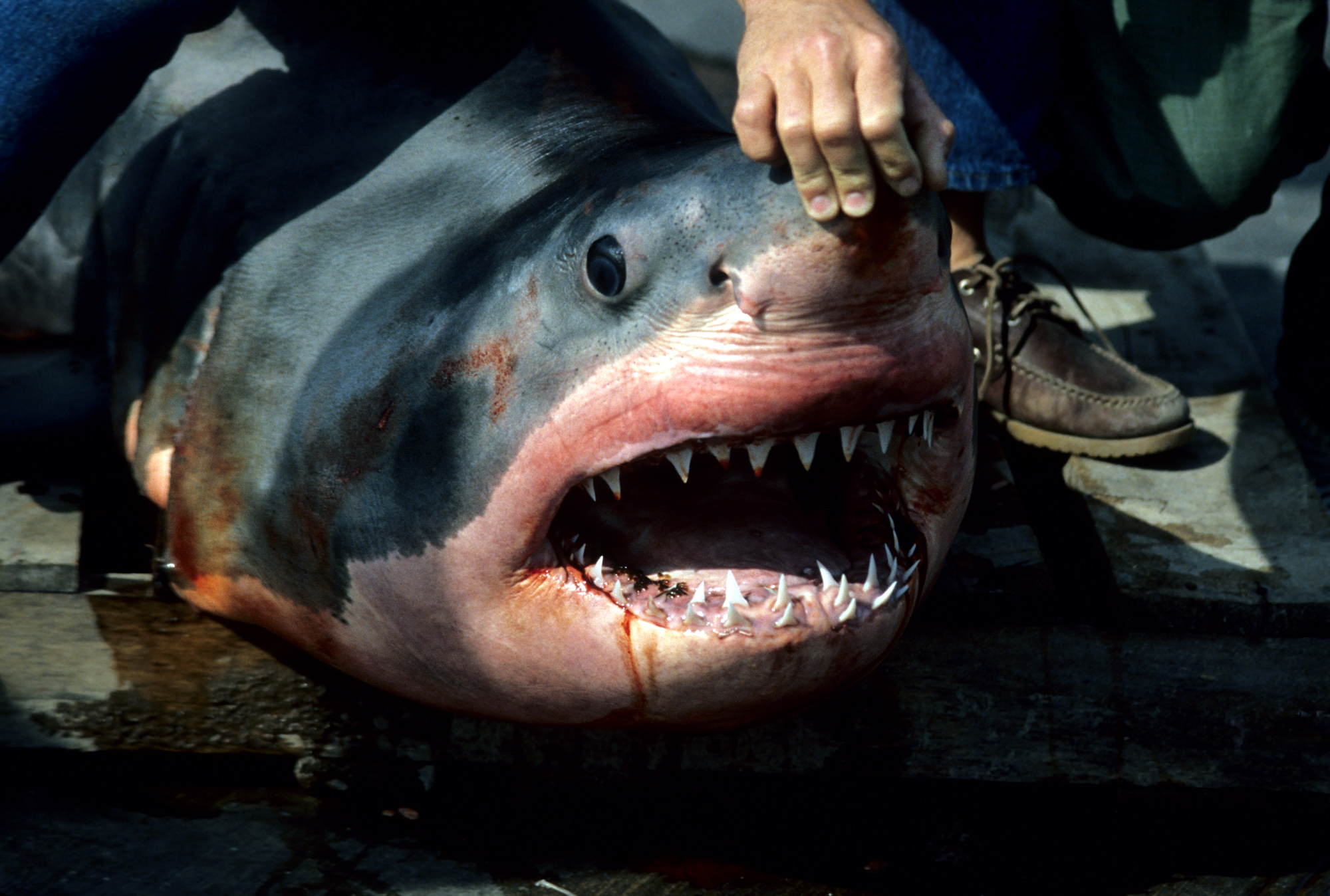
Белая акула, пойманная рыбаком

### Меры по сохранению вида
После публикации новеллы Питера Бенчли в 1974 году и выхода годом позднее в прокат блокбастера Стивена Спилберга «Челюсти» белые акулы превратились в глазах общественности в ужасных монстров и иногда становились объектом отстрела или целенаправленного отлова. Чувствуя свою ответственность за создание такого образа, ныне Питер Бенчли стал активным защитником акул. В качестве прилова они иногда попадают в коммерческие сети. Среди пойманных акул высока степень смертности, поскольку они зачастую получают сильные травмы. Белые акулы ценятся в качестве трофея у любителей спортивной рыбалки, их челюсти являются дорогостоящим сувениром. Во многих районах их традиционно считали вредоносными для коммерческого рыболовства, хотя белые акулы охотятся на ластоногих, которые, в свою очередь, питаются рыбой. Изъятие из локальной популяции даже нескольких особей может существенно повлиять на экосистему, как например отстрел 4 белых акул на Фараллоновых островах. Этому виду угрожает и ухудшение условий обитания. В ЮАР челюсти белой акулы могут стоить от 20 000 до 50 000 долларов, а один зуб — 600—800 долларов. Высоко ценятся и её плавники благодаря своему размеру и известности вида: пара плавников может стоить до 1000 долларов. Такая высокая цена стимулирует браконьерство, подпольную торговлю и нарушение законодательных ограничений. Недавно проведённое в Южной Австралии мечение белых акул показало процент повторного вылова 4—6 %, что вызывает опасения относительно сохранности вида. Приблизительно 40 % белых акул, помеченных между 1992 и 1994 годами у Дайер-Айленд или Струийсбаай, ЮАР, были замечены повторно. Австралийские и южноафриканские исследования показали, что, по крайней мере, в краткосрочной перспективе белые акулы постоянно пребывают в одном и том же месте и, вероятно, имеют родственные связи между собой.
В настоящее время белые акулы находятся под охраной закона в австралийской исключительной экономической зоне, в водах ЮАР, Намибии, Израиля, Мальты и США (штаты Калифорния и Флорида, где запрещён непосредственный отлов). Законодательные ограничения достаточно жёстки, однако лазейки и неадекватные принудительные меры вызывают проблемы, такие как развитие чёрного рынка ценных челюстей, зубов и плавников белых акул. В Австралии разработан всесторонний план восстановления популяции вида. Хотя предложение включить белую акулу в Конвенцию о международной торговле видами дикой фауны и флоры, находящимися под угрозой уничтожения, чтобы ограничить или запретить международную торговлю, не было принято, Австралия включила вид в Приложение III данного соглашения. С 2002 года белая акула включена в оба приложения к Боннской конвенции. Международный союз охраны природы присвоил этому виду статус «уязвимый».

## В искусстве
Белые акулы нередко изображаются в массовой культуре и в искусстве. Самый популярный и известный пример — фильм «Челюсти» (1975). Помимо него, белая акула в качестве основного персонажа была показана в таких фильмах, как «Отмель», «Синяя бездна», «В пасти океана», «Челюсти 3D».
Помимо фильмов, белая акула нередко появляется в качестве протагониста в видеоиграх, в таких, как Jaws: Unleashed, Hungry Shark Evolution, Jaws: Ultimate Predator. Нередко появляются в качестве второстепенных персонажей, например, в таких видеоиграх, как Raft, Stranded Deep.
Чаще всего, образ белой акулы в массовой культуре представляет собой образ хладнокровного людоеда.